# Gabriella Wollenhaupt
Gabriella Wollenhaupt (* 21. März 1952 in Neuwied) ist eine deutsche Journalistin und Schriftstellerin.

## Leben
Gabriella Wollenhaupt ist die Tochter eines Offiziers und einer Hausfrau. Bereits mit 16 Jahren unternahm sie erste Versuche als Lyrikerin. Schon ein Jahr später schrieb sie ein Drehbuch für ein Fernsehspiel in einem Jugendwettbewerb. Kurze Zeit später wurde dies von der Bundeszentrale für politische Bildung angekauft. Ebenfalls in diese Zeit fällt die Gründung eines „Jugendarbeitskreises für Programmfragen“ beim Westdeutschen Rundfunk  sowie die Mitgliedschaft in Jurys, unter anderem beim Bayerischen Rundfunk für die Jugendjury des Prix Jeunesse International. Dazu wurde sie berufen, weil sie vorher bereits das Drehbuch für den Jugendwettbewerb verfasst hatte. Nach dem Abitur begann Wollenhaupt ein Zeitungs-Volontariat bei der WAZ-Gruppe und wurde Jungredakteurin in der Lokalredaktion in Wanne-Eickel und Betriebsratsmitglied. Durch diverse Kündigungsschutzklagen wurde sie bei vollen Bezügen beurlaubt und nahm das Studium der Kunstgeschichte und Politik auf. Gleichzeitig verfasste sie ihren ersten Kriminalroman „Nächstenliebe zahlt sich aus“ unter dem Pseudonym Pit Murad, erschienen im Weltkreis-Verlag.
Nach späterer Auflösung des Arbeitsvertrages gegen Abfindung stieg sie 1985 beim Westdeutschen Rundfunk in Dortmund als Reporterin und Redakteurin für Hörfunk und Fernsehen ein. Dabei moderierte sie Radio-Sendungen, erstellte Beiträge, Features, sowie Filmbeiträge und kümmerte sich um die Programmplanung. Später wurde Wollenhaupt Fernsehredakteurin beim WDR.
Im Jahr 1993 schrieb sie den ersten „Grappa“-Krimi mit der Hauptfigur „Maria Grappa“ in der fiktiven Ruhrgebietsmetropole „Bierstadt“, für das unverkennbar Dortmund Pate steht. Diesem Buch mit Titel Grappas Versuchung folgten viele weitere. Außerdem entstanden zahlreiche Kurzgeschichten für Anthologien und historische Kriminalromane.
Ab dem Jahr 1997 ist sie auch für das Fernsehen tätig. Unter anderem verfasste sie das Drehbuch für den 396. ARD-Tatort Voll ins Herz, der erstmals am 13. September 1998 gesendet wurde.
Nebenbei schrieb Wollenhaupt weiterhin Gedichte. Die Lyrik ist u. a. unter www.deutsche-liebeslyrik.de und im Sonett-Archiv zu lesen. Außerdem ist sie Malerin.
Seit 1996 ist sie Patin der Max-Born-Realschule in Dortmund, für das Projekt Schule ohne Rassismus - Schule mit Courage.

## Privates
Seit dem Jahr 2004 ist Wollenhaupt mit Friedemann Grenz, einem Philosophiehistoriker und Literaturwissenschaftler, verheiratet. Grenz ist Co-Autor einiger Bücher von Wollenhaupt. Wollenhaupt wohnt in Dortmund.

## Bücher
- Nächstenliebe zahlt sich aus (unter dem Pseudonym Pit Murad), Weltkreis-Verlag, Köln 1985, ISBN 3-88142-333-8.
- Grappas Versuchung (1993)
- Grappas Treibjagd (1993)
- Grappa macht Theater (1994)
- Grappa dreht durch (1994)
- Grappa fängt Feuer (1995)
- Grappa und der Wolf (1996)
- Killt Grappa! (1996)
- Grappa und die Fantastischen Fünf (1997)
- Grappa-Baby (1998)
- Zu bunt für Grappa (1999)
- Grappa und das große Rennen (2000)
- Flieg, Grappa, flieg! (2001)
- Grappa und die acht Todsünden (2002)
- Grappa im Netz (2003)
- Grappa und der Tod aus Venedig (2004)
- Rote Karte für Grappa (2006)
- Grappa und die Nackenbeißer (2007)
- Leichentuch und Lumpengeld (2008) (Historischer Kriminalroman)
- Es muss nicht immer Grappa sein (2008)
- Grappas Gespür für Schnee (2009)
- Grappa und die keusche Braut (2010)
- Grappa und die Seelenfänger (2011)
- Grappa lässt die Puppen tanzen (2012)
- Blutiger Sommer – Historischer Kriminalroman (zusammen mit Friedemann Grenz) (2012)
- Grappa und die Toten vom See (2013), Grafit Verlag, Dortmund, ISBN 978-3-89425-418-6.
- Grappa sieht Rosa (2014), Grafit Verlag, Dortmund, ISBN 978-3-89425-436-0.
- Grappa und die stille Glut (2015)
- Grappa greift durch (2016)
- Grappa und die Venusfalle (2017)
- Grappa in der Schlangengrube (2018), Grafit Verlag, Dortmund, ISBN 978-3-89425-579-4
- Grappa und der Sonnenkönig (2019) Grafit bei Emons
- Ein letzter Grappa (2020) Grafit bei Emons
- Fräulein Wolf und die Ehrenmänner (2021) Grafit Verlag, Dortmund, ISBN 978-3-89425-781-1
- Ein böses Haus (2023) Grafit Verlag, Dortmund; ISBN 978-3-98708-006-7